# Edukacja dla Wszystkich
Edukacja dla Wszystkich (ang. Education for All) – główny program edukacyjny UNESCO, zainicjowany w 1990 roku na Światowej Konferencji w Jomtien w prowincji Chonburi (Tajlandia).
Celem programu „Edukacja dla Wszystkich” jest doprowadzenie do zaspokojenia podstawowych potrzeb edukacyjnych wszystkich ludzi, dbając przy tym o wysoką jakość procesu kształcenia (Art. 26 Powszechnej Deklaracji Praw Człowieka o powszechnym prawie do edukacji). 
Na Konferencji w Jomtien przyjęto dokument: Światowa Deklaracja „Edukacja dla Wszystkich” oraz plan działania na najbliższe 10 lat. Za najpilniejsze uznano doprowadzenie do zaspokojenia podstawowych potrzeb edukacyjnych wszystkich ludzi, tj. opanowanie umiejętności czytania, pisania, liczenia, formułowania myśli, rozwiązywania problemów, a także wpojenie określonych postaw i wartości.
W 1999 roku została utworzona Światowa Kampania na rzecz Edukacji (ang. Global Campaign for Education, GCE) skupiająca tysiące osób i wiele organizacji, w tym związki nauczycielskie, z ponad 100 krajów. W 2000 roku GCE była obok UNESCO współorganizatorem i uczestnikiem obrad Światowego Forum Edukacyjnego w Dakarze.
Światowe Forum wyznaczyło sześć celów, które powinny zostać osiągnięte do 2015 roku:
1. Edukacja przedszkolna – upowszechnienie i poprawa jakości oraz objęcie nią dzieci ze środowisk zaniedbanych i ubogich.
2. Zapewnienie wszystkim dzieciom edukacji podstawowej, obowiązkowej, bezpłatnej i na odpowiednim poziomie, ze szczególnym uwzględnieniem dziewcząt oraz dzieci ze środowisk zaniedbanych i mniejszości etnicznych.
3. Zaspokojenie potrzeb edukacyjnych młodzieży i dorosłych, umożliwienie im zdobywania umiejętności i wiedzy niezbędnej w codziennym życiu.
4. Zmniejszenie o 50% liczby analfabetów wśród dorosłych, zapewnienie im równego dostępu do edukacji bazowej i możliwości stałego dokształcania się.
5. Eliminacja nierówności w dostępie kobiet do edukacji podstawowej i średniej oraz zapewnienie wszystkim kobietom edukacji bazowej.
6. Poprawa jakości kształcenia we wszystkich jego aspektach w celu zapewnienia wszystkim ludziom wymiernych rezultatów kształcenia.

Celem kampanii GCE jest podniesienie świadomości społeczeństw na temat znaczenia edukacji dla wszystkich i niwelowanie różnic w dostępie ludzi, zwłaszcza młodych, do wykształcenia oraz osiągnięcie do 2015 roku pozostałych celów programu „Edukacja dla Wszystkich”. Od 2000 roku z tej okazji organizowany jest corocznie Światowy Tydzień Działań na rzecz Edukacji.
Obecnie (2012) w programie „Edukacja dla Wszystkich” uczestniczy 180 krajów, w tym Polska. W realizację programu zaangażowane są m.in. agendy ONZ – UNICEF i Program Narodów Zjednoczonych ds. Rozwoju oraz Bank Światowy.